# Caitlin Clark
Caitlin Elizabeth Clark (Des Moines, 22 gennaio 2002) è una cestista statunitense, professionista nella WNBA con le Indiana Fever.

## Biografia
Caitlin Elizabeth Clark è figlia di Brent Clark e Anne Nizzi, che discende da una famiglia italiana emigrata dalla Sicilia. La madre di Caitlin è un'allenatrice di pallacanestro e il padre è vicepresidente di un'azienda nonché allenatore di football americano in un liceo; la cestista ha un fratello maggiore di età. Negli Stati Uniti si definisce The Caitlin Clark Effect l'aumento esponenziale dell'interessamento popolare verso la pallacanestro femminile suscitato dai primati stabiliti da questa cestista, che è considerata una fuoriclasse da tutti gli esperti e vecchi campioni, che hanno giocato in NBA.

## Carriera

### College

#### Freshman
In uscita dall'high school, Clark ha deciso di unirsi alle Iowa Hawkeyes dell'Università dell'Iowa, partecipanti alla Big Ten Conference. Vista la partenza di Kathleen Doyle, sarebbe diventata fin da subito il playmaker titolare della squadra. Clark ha contribuito a portare Iowa alla finale del torneo Big Ten, poi vinta da Maryland.
Nel secondo round del torneo NCAA Division I Clark ha segnato 35 punti con 6 tiri da tre, stabilendo due nuovi record delle Hawkeyes nella storia della competizione. Raggiunte le Sweet 16, Iowa ha perso contro le UConn Huskies. Al termine della stagione Clark è diventata la prima matricola ad essere insignita del Dawn Staley Award, premio conferito alla migliore guardia del torneo NCAA, ed è stata inserita nelle squadre All-American della United States Basketball Writers Association (USBWA) e dell'Associated Press (AP).
Ha terminato la sua prima stagione al primo posto per punti per partita, punti totali, triple per partita, triple totali e assist totali nel campionato NCAA Division I, e seconda per assist per partita.

#### Sophomore
Nella sua seconda stagione ad Iowa, Clark è stata nominata all'unanimità Big Ten Player of the Year e ha portato l'università alla vittoria del titolo di Conference, venendo eletta miglior giocatrice della fase finale del torneo.
Nel secondo round del torneo NCAA, invece, la squadra di Clark ha perso contro le sfavorite Creighton Bluejays, 10ª testa di serie. Clark ha vinto il secondo Dawn Staley Award consecutivo, prima a riuscirci, e il Nancy Lieberman Award, come migliore playmaker del campionato. È diventata inoltre la prima giocatrice a terminare una stagione sia con la migliore media punti che con la migliore media assist dell'intera NCAA Division I.

#### Junior

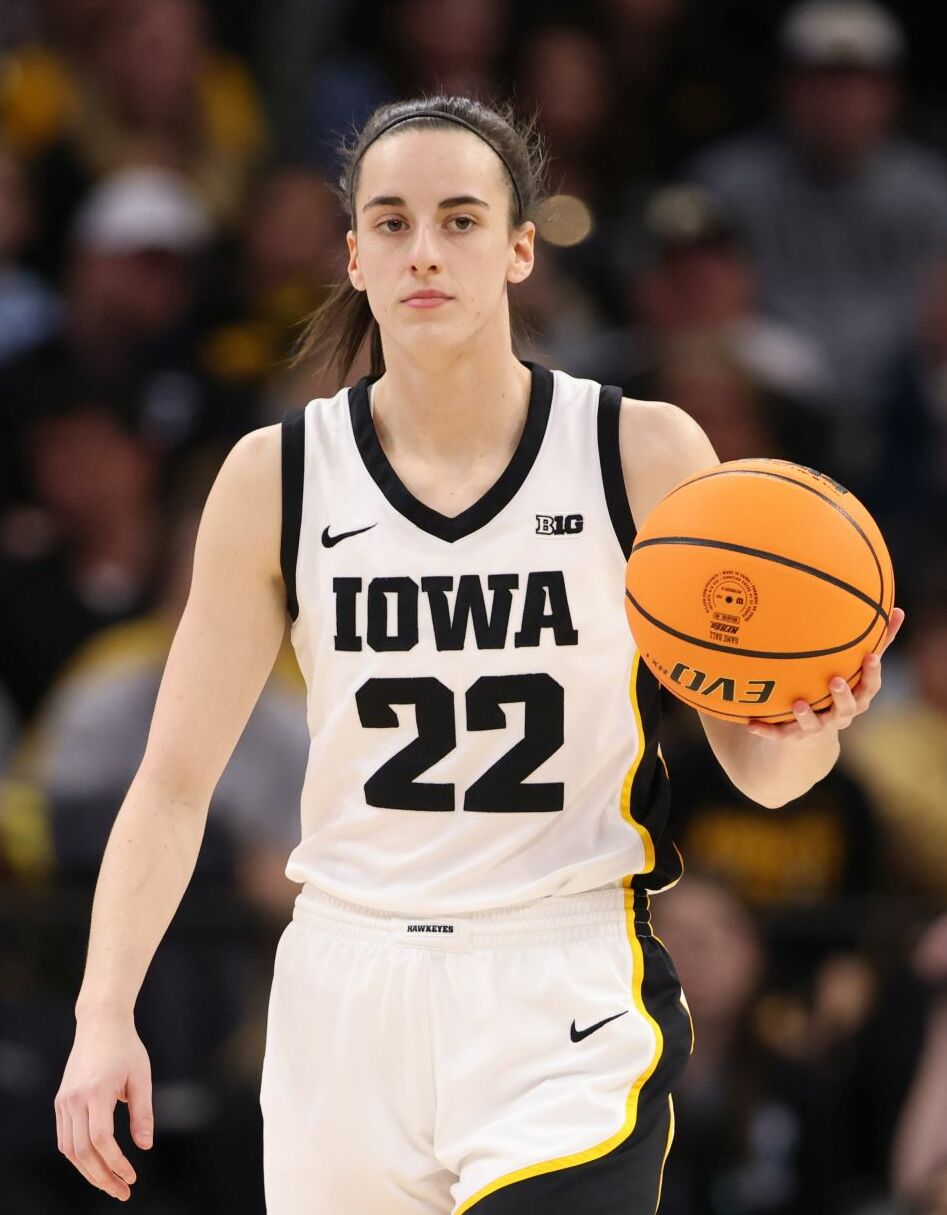
Clark nel 2023

Al terzo anno di college, Clark si è ripetuta come Big Ten Player of the Year unanime, trascinando Iowa alla vittoria del secondo titolo di Conference consecutivo e venendo rinominata miglior giocatrice della fase finale.
Nelle Elite Eight del torneo NCAA vinte contro Louisville ha messo a referto 41 punti, 12 assist e 10 rimbalzi, per la sua undicesima tripla doppia in carriera e la prima da 40 punti mai registrata nelle competizioni Division I. Raggiunte le Final Four (le prime di Iowa dal 1993), Clark ha segnato 41 punti nella semifinale vinta contro le campionesse in carica di South Carolina, diventando la prima giocatrice nella storia del torneo con partite da 40 punti consecutive. Giunte alla prima finale nazionale della loro storia, le Iowa Hawkeyes sono state sconfitte dalle LSU Tigers, nonostante la prestazione da 30 punti con 8 triple e 8 assist di Clark.
Clark ha infranto il record femminile di assist (60) e di punti (191) in un singolo torneo NCAA, superando anche il record maschile in quest'ultima categoria. Al termine della stagione ha vinto numerosi premi come migliore giocatrice della competizione, tra cui il Naismith College Player of the Year, il John R. Wooden Award, l'Associated Press College Basketball Player of the Year e il Wade Trophy. A questi si sono aggiunti il suo terzo Dawn Staley Award e il suo secondo Nancy Lieberman Award consecutivi. Clark si è aggiudicata anche il premio James E. Sullivan, conferito ogni anno al migliore sportivo dilettante statunitense.

#### Senior

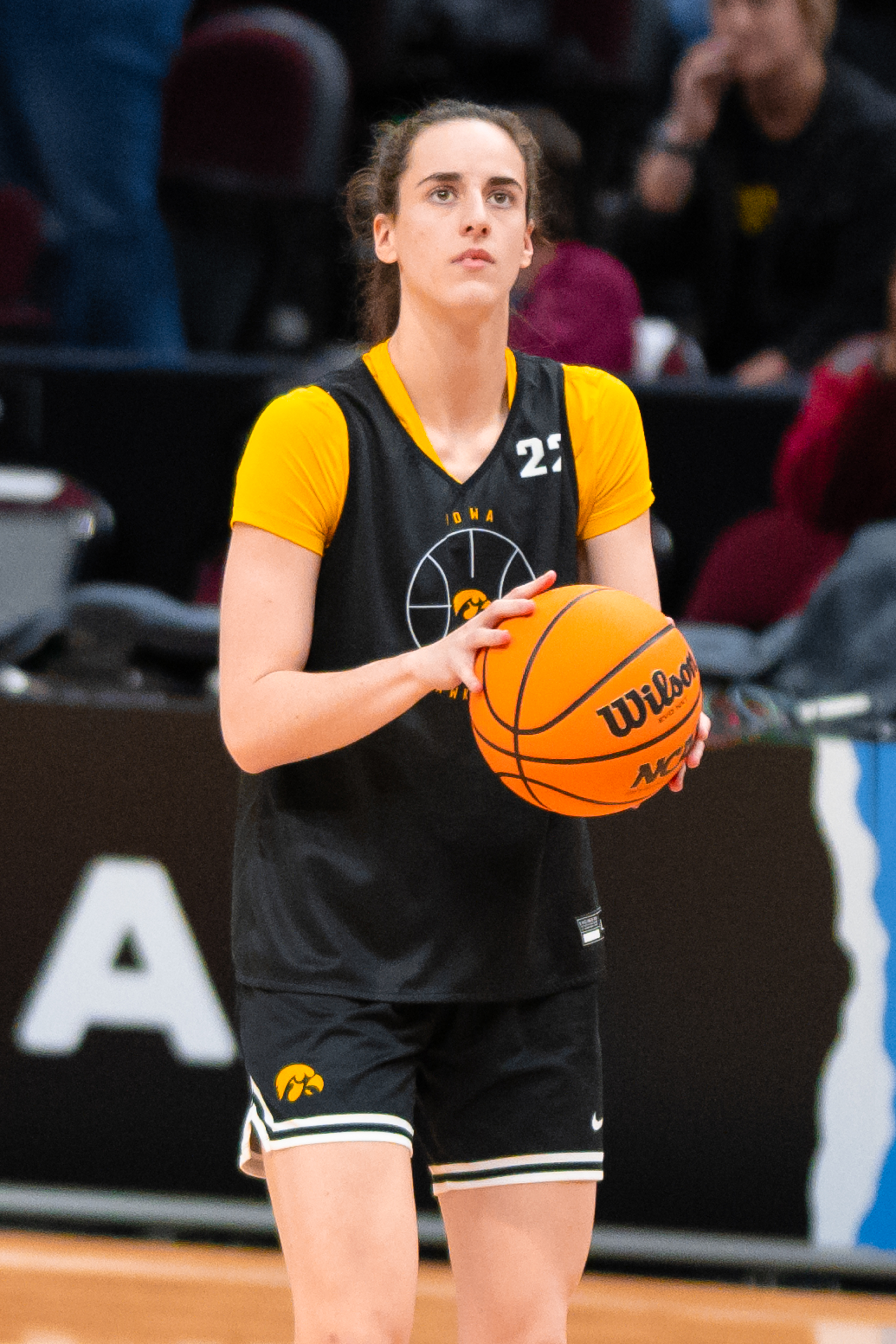
Clark alle Final Four 2024

Il 12 novembre 2023 è diventata la migliore marcatrice della storia della Hawkeyes, superando Megan Gustafson, e il 6 dicembre successivo ha raggiunto soglia 3000 punti segnati in carriera. Il 30 dicembre è diventata la giocatrice con il maggior numero di assist nella storia delle Hawkeyes, superando Samantha Logic, e della Big Ten Conference, superando Samantha Prahalis. Il 15 febbraio 2024 ha segnato 49 punti nella vittoria contro Michigan, stabilendo oltre al suo record personale, anche quello dell'università. In questa occasione ha inoltre superato Kelsey Plum, diventando la migliore marcatrice di tutti i tempi della NCAA Division I femminile. Il 3 marzo Clark ha superato anche Pete Maravich, diventando la migliore marcatrice di sempre della NCAA Division I a prescindere dal genere. Per la terza stagione consecutiva è stata nominata Big Ten Player of the Year all'unanimità e migliore giocatrice della fase finale del torneo Big Ten, vinto da Iowa.
Giunte alle Elite Eight del torneo NCAA, le Hawkeyes hanno riaffrontato le LSU Tigers dopo la finale nazionale persa l'anno precedente. Autrice di 41 punti con 9 triple, 12 assist e 7 rimbalzi, Clark ha guidato Iowa al successo sulle campionesse in carica, tornando alle Final Four per il secondo anno consecutivo. È diventata la giocatrice con più tiri da tre in carriera nella storia della Division I. Clark ha totalizzato 21 punti, 7 assist e 9 rimbalzi nella semifinale nazionale vinta contro UConn. Nella finale contro South Carolina non sono bastati i suoi 30 punti, 5 assist e 8 rimbalzi e Iowa ha perso.
Clark ha ricevuto nuovamente il Naismith College Player of the Year, il John R. Wooden Award, l'Associated Press College Basketball Player of the Year e il Wade Trophy, tra gli altri. Ha vinto poi il suo terzo Nancy Lieberman Award. Ha terminato la stagione con la migliore media punti e, per la terza volta consecutiva, la migliore media assist della Division I.

### WNBA
Il 29 febbraio 2024 ha annunciato che si sarebbe dichiarata eleggibile al draft WNBA 2024. Clark è stata selezionata con la prima scelta assoluta al draft dalle Indiana Fever.

### Nazionale
Clark ha partecipato ai Campionati americani femminili Under-16 del 2017 con la nazionale giovanile degli Stati Uniti partendo dalla panchina e vincendo la medaglia d'oro. Nel 2019 ha partecipato ai Mondiali femminili Under-19 a Bangkok, in Thailandia, vincendo la medaglia d'oro.
Clark ha partecipato ai Mondiali femminili Under-19 di Debrecen, in Ungheria nel 2021, portando la nazionale statunitense alla vittoria della medaglia d'oro. È stata nominata MVP del torneo ed inserita nell'All-Tournament Team.

## Statistiche
| * | Prima nella lega |

### NCAA
| Anno      | Squadra       | PG  | PT  | MP   | TC%  | 3P%  | TL%  | RP  | AP   | PRP | SP  | PP    |
| --------- | ------------- | --- | --- | ---- | ---- | ---- | ---- | --- | ---- | --- | --- | ----- |
| 2020-2021 | Iowa Hawkeyes | 30  | 30  | 34,0 | 47,2 | 40,6 | 85,8 | 5,9 | 7,0  | 1,3 | 0,5 | 26,6* |
| 2021-2022 | Iowa Hawkeyes | 32  | 32  | 35,9 | 45,2 | 33,2 | 88,1 | 8,0 | 8,0* | 1,5 | 0,6 | 27,0* |
| 2022-2023 | Iowa Hawkeyes | 38  | 38  | 34,4 | 47,3 | 38,9 | 83,9 | 7,1 | 8,6* | 1,5 | 0,5 | 27,8  |
| 2023-2024 | Iowa Hawkeyes | 39  | 39  | 34,8 | 45,5 | 37,8 | 86,0 | 7,4 | 8,9* | 1,8 | 0,5 | 31,6* |
| Carriera  | Carriera      | 139 | 139 | 34,8 | 46,2 | 37,7 | 85,8 | 7,1 | 8,2  | 1,5 | 0,5 | 28,4  |

### WNBA

#### Regular Season
| Anno     | Squadra       | PG | PT | MP   | TC%  | 3P%  | TL%  | RP  | AP  | PRP | SP  | PP   |
| -------- | ------------- | -- | -- | ---- | ---- | ---- | ---- | --- | --- | --- | --- | ---- |
| 2024     | Indiana Fever | 40 | 40 | 35,4 | 41,7 | 34,4 | 90,6 | 5,7 | 8,4 | 1,3 | 0,7 | 19,2 |
| Carriera | Carriera      | 40 | 40 | 35,4 | 41,7 | 34,4 | 90,6 | 5,7 | 8,4 | 1,3 | 0,7 | 19,2 |

## Palmarès

### Club
- Big Ten Conference: 3

Iowa Hawkeyes: 2022, 2023, 2024

### NCAA
- Naismith College Player of the Year: 2

2023, 2024
- John R. Wooden Award: 2

2023, 2024
- Associated Press College Basketball Player of the Year: 2

2023, 2024
- USBWA Women's National Player of the Year: 2

2023, 2024
- Wade Trophy: 2

2023, 2024
- Honda Sports Award: 2

2023, 2024
- Nancy Lieberman Award: 3

2022, 2023, 2024
- Dawn Staley Award: 3

2021, 2022, 2023
- Big Ten Player of the Year: 3

2022, 2023, 2024
- Big Ten Freshman of the Year (2021)
- McDonald's All-American (2020)

### WNBA
- Convocazioni all'All-Star Game: 2

2024, 2025
- WNBA Rookie of the Year (2024)
- WNBA All-Rookie First Team (2024)
- All-WNBA First Team (2024)
- Commissioners’s Cup (2025)

## Record
Record assoluti
- Maggior numero di assist in una partita di stagione regolare WNBA (22)